# Frederick Calvert (6e baron Baltimore)
Frederick Calvert (6 février 1731 - 4 septembre 1771) est un noble anglais et dernier de la lignée des barons de Baltimore. Bien qu'il ait exercé un pouvoir presque féodal dans la province du Maryland, il n'a jamais mis les pieds dans la colonie, et contrairement à son père, il s'est peu intéressé à la politique, traitant ses domaines, notamment le Maryland, en grande partie comme des sources de revenus pour soutenir son extravagance, et son mode de vie souvent scandaleux. En 1768, il est accusé d'enlèvement et de viol par Sarah Woodcock, une beauté notoire qui tenait une boutique de modiste à Tower Hill. Le jury acquitte Calvert, mais il quitte l'Angleterre peu de temps après et ne s'est jamais remis du scandale public qui a entouré le procès. Harcelé par les critiques et sa santé fragile, il contracte la fièvre et meurt à Naples à l'âge de 40 ans.

## Jeunesse
Frederick Calvert est né en 1731, le fils aîné de Charles Calvert (5e baron Baltimore), troisième propriétaire gouverneur du Maryland (1699-1751). Il porte le nom de son parrain, Frédéric, prince de Galles, fils aîné de George II et père de George III . Le jeune Frederick est envoyé au Collège d'Eton pour faire ses études, où il acquiert une certaine maîtrise des classiques . Calvert a deux sœurs, Caroline Calvert, née vers 1745, et Louisa Calvert.

## L'âge adulte et l'héritage
En 1751, Charles Calvert meurt et Frederick, âgé d'à peine 20 ans, hérite de son père du titre de baron Baltimore et du gouvernorat propriétaire de la province du Maryland, devenant à la fois un riche noble en Angleterre et une figure puissante en Amérique. Le Maryland est alors une colonie britannique administrée directement par les Calvert. Frédéric bénéficie d'un revenu d'environ 10 000 £ par mois provenant des impôts et des loyers, une somme immense à l'époque. De plus, il contrôle des actions de la Banque d'Angleterre et un domaine à Woodcote Park, dans le Surrey .

### Maryland
L'héritage de Calvert coïncide avec une période de mécontentement croissant dans le Maryland, au milieu des demandes croissantes de l'assemblée législative pour la fin du régime autoritaire de sa famille. Calvert s'intéresse cependant peu à la colonie et, contrairement à ses prédécesseurs, n'y met jamais les pieds. Au lieu de cela, il vit en Angleterre et sur le continent européen, en particulier en Italie et, pendant un temps à Constantinople, d'où il est finalement contraint de partir après avoir été accusé de tenir un harem privé. Calvert vit une vie de loisirs, écrivant des vers et considérant la province du Maryland comme à peine plus qu'une source de revenus.
Durant les années 1750, pendant la guerre de France et d'Inde, alors que des fonds sont nécessaires pour financer la défense commune des colonies, le Maryland seul refuse sa part. Calvert est prêt à adopter une loi augmentant les impôts, mais seulement si ses propres vastes domaines sont exemptés. Benjamin Franklin écrit plus tard : « C'est vrai, le Maryland n'a pas alors contribué sa proportion, mais c'était, à mon avis, la faute du gouvernement, et non du peuple ». La colonie est dirigée par des gouverneurs nommés par Calvert, tels que Horatio Sharpe (en) et plus tard Robert Eden. Le gouverneur Sharpe est parfaitement conscient des difficultés imposées à ses sujets par l'intransigeance de Lord Baltimore, mais ses mains sont liées . Calvert supervise la fin du différend de longue date sur la frontière Penn-Calvert.

### Mariage
Le 9 mars 1753, il épouse Lady Diana Egerton (3 mars 1732 – 13 août 1758), la plus jeune fille de Scroop Egerton, 1er duc de Bridgewater et de Lady Rachel Russell . L'union n'est pas un succès et le couple passe la majeure partie de sa vie conjugale séparément. Ils n'ont pas d'enfants et en mai 1756, ils sont formellement séparés en raison d'une « incompatibilité d'humeur » . En 1758, Lady Diana « mourut d'une blessure qu'elle reçut en tombant d'une voiture Phaéton », alors qu'elle est accompagnée de son mari. Bien que Calvert ait été soupçonné de jeu déloyal, aucune accusation n'a été portée .

### voyages européens

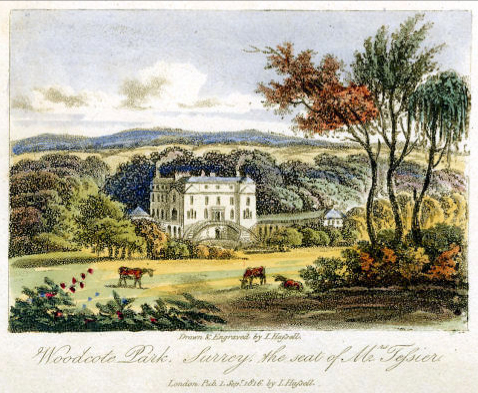
Siège de la famille Calvert à Woodcote Park, Surrey, dans une gravure de John Hassell vers 1816

La réputation de Calvert pour la vie exotique se répand rapidement. En 1764, James Boswell (1740-1795) commence son Grand Tour de l'Europe, après avoir entendu dire que Baltimore « vivait à Constantinople comme un Turc, avec son sérail tout autour de lui ». » . Boswell observe que Baltimore "... vivait luxueusement et enflammait son sang, puis il devint mélancolique et craintif, et prenait constamment des médicaments... il mène une vie étrange, sauvage, inutile à son pays, sauf lorsqu'il est élevé à un délire, et doit bientôt détruire sa constitution" .
Calvert passe beaucoup de temps en Italie, où l'historien de l'art allemand Johann Joachim Winckelmann (1717-1768) le décrit comme étant « l'un de ces êtres épuisés, un Anglais aux hanches, qui avait perdu tout goût physique et moral » .
La fascination de Calvert pour les Turcs ottomans est telle qu'en 1766, à son retour en Angleterre, il fait démolir une partie de sa maison londonienne, la reconstruisant dans le style d'un harem turc . En 1767, Calvert publie un récit de ses voyages en Orient, intitulé Une tournée vers l'Est, dans les années 1763 et 1764 : avec des remarques sur la ville de Constantinople et les Turcs. Sélectionnez également des morceaux d'esprit oriental, de poésie et de sagesse . Le livre, selon Horace Walpole, "ne méritait pas plus d'être publié que ses billets sur la route des chevaux de poste", ajoutant qu'il montrait comment "un homme peut voyager sans observation, et être un auteur sans idées". Il obtient une mention d'un personnage dans le roman épistolaire de Tobias Smollett L'expédition d'Humphry Clinker .
Les dépenses de Calvert sont prodigieuses et il dépense des sommes considérables dans le domaine familial de Woodcote Park. Selon Walpole, Calvert dépense beaucoup d'argent pour rendre l'intérieur de la maison « vulgaire » et « ridicule » dans le style « français » .

## Procès, scandale et déclin

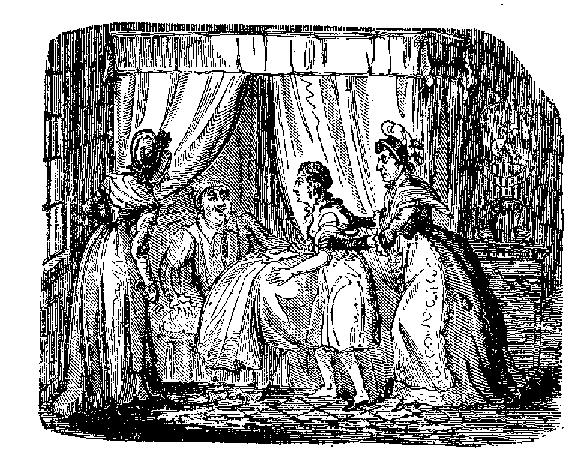
Illustration du XVIII de la prétendue présentation forcée de Sarah Woodcock à Lord Baltimore. Baltimore a été jugé pour viol en 1768 mais est acquitté.

En 1768, Calvert est accusé d'enlèvement et de viol par Sarah Woodcock, une beauté notoire qui tenait une boutique de modiste à Tower Hill . Il est inculpé aux Assises de Kingston et mis en procès  plaidant non coupable en raison du consentement . Après avoir délibéré pendant une heure et vingt minutes, le jury acquitte Calvert, croyant que Woodcock n'a pas fait de tentatives adéquates pour s'échapper.
De nombreux potins salaces accompagnent le procès et, la même année, l'une des maîtresses de Calvert, Sophia Watson, écrit une autobiographie intitulée Memoirs of the Seraglio of the Bashaw of Merryland, by a Discarded Sultana (Londres, 1768) . Telle est la réputation de Baltimore et ses lecteurs ne doutaient pas de qui elle faisait référence .
Après son acquittement, Frédéric quitte l'Angleterre, espérant vraisemblablement que sa notoriété ne s'étendrait pas à l'Europe . En cela, il semble avoir eu au moins en partie raison, car en juillet 1769, l'ambassadeur britannique en Russie rapporte que « Lord Baltimore est arrivé ici la semaine dernière de Suède, j'ai eu l'honneur de le présenter à l'Impératrice qui était heureuse de recevoir son Ld extrêmement gracieusement". En tout état de cause, le démêlé de Calvert avec la justice ne semble pas avoir affecté ses conditions de vie non conventionnelles.
À cette époque, il est évident qu'il souffre de difficultés financières et, en 1768, il vend le grand domaine familial à Woodcote Park  apparemment à un riche tapissier de Soho .

### Mort à Naples
Calvert n'est jamais retourné dans son Angleterre natale. Il reste sur le continent, « constamment en mouvement... afin de ne pas savoir où il devait être enterré », et c'est à Naples en septembre 1771 qu'il contracte la fièvre et meurt. Son corps est envoyé à Londres, gisant dans la Great Room of Exeter Exchange, Strand, et est enterré dans le caveau de sa famille à St. Martin " avec beaucoup de pompe funèbre, la cavalcade s'étendant de l'église à l'extrémité est d'Epsom "  . Selon Gentleman's Quarterly : « Sa Seigneurie avait blessé son caractère dans sa vie par séduction, de sorte que la population n'a pas tenu compte de sa mémoire lorsqu'elle est morte, mais a pillé la pièce où reposait son corps au moment où elle a été enlevée ».
Il est enterré à Epsom, Surrey .

## Famille et enfants

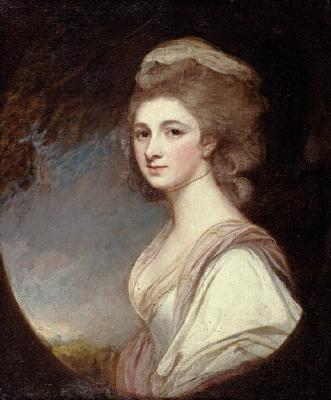
La fille de Calvert Frances Harford peint par George Romney en 1785

Calvert a de nombreux enfants illégitimes de diverses femmes, bien qu'il semble avoir tenté de les reconnaitre. Il aurait laissé, à sa mort, « tout un sérail de blancs, de noirs, etc, à pourvoir » .
Calvert a deux enfants par Hester Whelan :
- Henry Harford (en) (1758-1835), le dernier Lord Propriétaire du Maryland.
- Frances Mary Harford (1759-1822) [15],[16] qui épouse William Frederick Wyndham (1763-1828) le 21 juillet 1784. Leur fils George Wyndham (4e comte d'Egremont) (en) devient le 4e comte d'Egremont.

En 1765, il engendre des jumelles avec Elizabeth Dawson du Lincolnshire, Sophia et Elizabeth Hales .
Il a une autre fille, Charlotte Hope, née à Hambourg en 1770, avec Elizabeth Hope de Münster, en Allemagne ,.

## Maryland et la guerre d'indépendance
Dans son testament, Calvert lègue sa propriété du Maryland à son fils aîné illégitime, Henry Harford, alors âgé de seulement 13 ans. Cela est fait contre la volonté de sa famille, bien que Calvert ait prévu des paiements en espèces à ses sœurs, en particulier 20 000 £ à partager entre Louisa et Caroline . La colonie, peut-être reconnaissante d'être enfin débarrassée de Frederick, reconnait Harford comme l'héritier de Calvert. Cependant, le testament est contesté par la famille de la sœur de Calvert, Louisa Calvert Browning, qui ne reconnait pas Harford comme héritier. Avant que l'affaire ne puisse se frayer un chemin jusqu'à la Cour de chancellerie, les événements en Amérique changent le Maryland pour toujours. Malheureusement pour le jeune Henry, au moment où il atteint l'âge adulte, le Maryland est entrainé par la Révolution américaine et en 1776 est en guerre avec la Grande-Bretagne. Henry Harford perd finalement presque toutes ses possessions coloniales, bien qu'il soit resté riche en raison de son vaste héritage en Grande-Bretagne.

## Ouvrages publiés
- Un voyage en Orient, dans les années 1763 et 1764 : avec Remarques sur la ville de Constantinople et les Turcs. Sélectionnez également des morceaux d'esprit oriental, de poésie et de sagesse , Londres (1767)[6].
- Gaudia poetica Latina, Anglica, et Gallica Lingua Composita, Londres (1770) [1]

## Sources
- Andrews, Matthew Page, Histoire du Maryland, Doubleday Doran & Co, New York (1929)
- Cross, Anthony, By the Banks of the Neva: Chapters from the Lives and Careers of the British in Eighteenth-Century Russia, Cambridge University Press (2007) . Récupéré le 24 janvier 2010
- Flynn, Carolo Houlihan, p. 55, Le corps dans Swift et Defoe . Récupéré le 26 janvier 2010
- Lamb, Susan, Bringing Travel Home to England: Tourism, Gender, and Imaginative Literature in the Eighteenth Century, University of Delaware Press, (2009) . Récupéré le 24 janvier 2010
- Russell, Georges, p. 9, L'Arche et les Aventuriers de la Colombe . . Récupéré le 28 janvier 2010
- Shearer, Benjamin F., p. 546, Les États-Unis : de la Louisiane à l'Ohio . . Récupéré le 28 janvier 2010
- Walpole, Horace, p. 278, Un catalogue des auteurs royaux et nobles d'Angleterre, d'Écosse et d'Irlande : avec les listes de leurs œuvres :, Vol 5. Récupéré le 24 janvier 2010
- Yentsch, Anne E., p. 262, Une famille Chesapeake et leurs esclaves : une étude en archéologie historique . . Récupéré le 22 mars 2010